# The Poets
 Der er for få eller ingen kildehenvisninger i denne artikel, hvilket er et problem. Du kan hjælpe ved at angive troværdige kilder til de påstande, som fremføres i artiklen.

The Poets var et dansk rockband, der havde deres storhedstid i slutningen af 1980'erne og begyndelsen af 1990'erne. Bandet bestod af multiinstrumentalist, sanger og komponist Troels Bech og sanger og lyriker Lars K. Andersen. Bandet hed oprindeligt Poets Of The Signature, men navnet blev forkortet til The Poets i oktober 1985, da de resterende medlemmer Andersen, Bech og perkussionist Flemming Borby gik sammen med sangeren Birgitte Bang og bassist Mads Frederik.
Under indspilningen af debutalbummet Four Days In Florence i begyndelsen af 1987 forlod Borby bandet og blev erstattet af først Susanne Unruh og derefter Colin Wilkinson. Keyboardist Torben Engberg var også med da. Albummet blev frigivet til blandede anmeldelser, og det dårlige salg fik Bang og Frederik til at forlade gruppen i december samme år. De blev erstattet af sangeren Aud Wilken og bassist Nikolaj Bülow Davidsen i januar 1988, og bandet turnerede med denne konstellation i Østtyskland hele foråret samme år og i Sovjetunionen marts 1989. I forsommeren 1989 blev Wilkinson og Engberg erstattet af Niclas Tange og Jens Nørremølle.
Optagelsen af det andet album, The Poets fandt sted i sommeren 1989, men inden optagelserne var afsluttet havde Wilken forladt bandet. Sanger Sanne Gottlieb blev hentet som erstatning, og hun genindspillede det meste af Wilken's vokal. Albummet blev udgivet i 1990 i flere europæiske lande og fik gode anmeldelser i Frankrig og England, og i Danmark blev det det kommercielle gennembrud for bandet. I begyndelsen af 1991 havde guitarist/keyboardist Frithjof Toksvig og bassist John Krog Hansen erstattet Nørremølle og Davidsen i det, der skulle blive den endelige opstilling.
Efter en udsolgt turné i Danmark og omfattende turné i England, herunder som opvarmning for Pop Will Eat Itself, begyndte bandet at optage deres tredje album i efteråret 1991. Welcome To The Heathen Reserve blev udgivet i november 1992 i Danmark og fik gode anmeldelser, men manglende samarbejde mellem tre forskellige pladeselskaber hindrede en koordineret international lancering.
Frustreret faldt The Poets langsomt fra hinanden i løbet af 1993. Gottlieb forlod bandet efter en sidste koncert på dette års Roskilde Festival, og inden en ny sanger var blevet rekrutteret tog Toksvig også sin afgang. Da kernen i Bech og Andersen, venner siden gymnasiet, blev uvenner, lukkede bandet helt ned. Samme måned blev Welcome To The Heathen Reserve endelig frigivet i England til gode anmeldelser, men med dårligt salg. Historien gentog sig i januar 1994, da albummet også blev udgivet i USA under navnet The Sealand Poets. Selvom det blev ”ugens album” i Billboard Magazine, var historien om The Poets afsluttet. De forskellige medlemmer har siden haft betydelig succes inden for dansk musik og i den skandinaviske film- og tv-industri som filmkomponister og manusforfattere.

## Medlemmer
- Aud Wilken
- Birgitte Bang
- Colin Wilkinson
- Flemming Borby
- Frithjof Toksvig
- Jens Nørremølle
- John Krog Hansen
- Lars K. Andersen
- Mads Frederik
- Niclas Tange
- Nikolaj Bülow Davidsen
- Sanne Gottlieb
- Susanne Unruh
- Torben Engberg
- Troels Bech

## Diskografi
- Four Days In Florence (1987)
- The Poets (1990)
- Welcome To The Heathen Reserve (1992)